# Historia del idioma inglés

El inglés ha pasado de ser una lengua germánica (alemán antiguo) que estuvo a punto de morir tras la invasión normanda de Guillermo el Conquistador a ser una lengua internacional.

Se conocen como dialectos anglofrisios a aquellas jergas traídos a Britania por los invasores germanos desde varias partes de lo que ahora es el noroeste de Alemania, sur de Dinamarca y el norte de los Países Bajos.
Inicialmente, el inglés antiguo era un grupo de varios dialectos, que reflejaba el variado origen de los reinos anglosajones de Inglaterra. Uno de estos dialectos, el late west saxon (sajón occidental tardío), en cierto momento llegó a dominar. La lengua inglesa antigua original fue luego influenciada por dos oleadas invasoras: la primera fue de hablantes de la rama escandinava de las lenguas germánicas, que conquistaron y colonizaron partes de Britania, la segunda fue de los Normandos en el siglo XI, que hablaban antiguo normando y desarrollaron una variedad del inglés denominada como anglonormando. Estas dos invasiones hicieron que el inglés se mezclara hasta cierto punto.
La cohabitación con los Escandinavos, que habrían hablado dialectos del antiguo nórdico, derivó en una significativa simplificación gramatical y un enriquecimiento léxico del núcleo anglofrisio del inglés; la posterior ocupación normanda llevó a un injerto de una capa de palabras más elaboradas provenientes de las lenguas romances (derivadas del latín). Esta influencia normanda en el inglés penetró a través de las cortes y del gobierno. Con la llegada del Renacimiento, el latín y el griego clásico suplantaron al francés normando como principal fuente de nuevas palabras.

## Etapas del inglés
Los idiomas de las tribus germánicas originaron la lengua inglesa en 1512 a. C. (Anglos, Sajones, Frisios, Jutos y puede que también los Francos, que comerciaban y luchaban para el Sacro Imperio Romano-germánico durante el largo periodo de expansión hacia el oeste). Muchas palabras en latín, se usaron para objetos comunes, y entraron en el léxico de estos germanos antes de llegar a Gran Bretaña
Los Romanos también dieron al inglés palabras que ellos mismos habían tomado de otras lenguas
La fuente menor para conocer la cultura de los pueblos germánicos es la obra Germania del historiador romano Tácito. Algunas tropas germanas como los Sajones de la costa a las órdenes de Roma sirvieron en Britania y parece bastante seguro que los asentamientos de los Germanos en Britania no se intensificaron hasta la llegada de los mercenarios de la quinta centuria descrita por Gildas. Según la Crónica anglosajona, alrededor del año 449, el rey de los Bretones invitó a la coalición de los Anglos, Sajones y Jutos a ayudarle contra los Pictos. Al volver de la guerra, los Anglos habrían recibido tierras al sur de Inglaterra y posteriormente se establecería la heptarquía (siete reinos) aunque en la actualidad estas teorías se consideran como legendarias y no se acepta identificar las tribus con los Anglos, Sajones y Jutos, especialmente porque el idioma anglosajón es más similar al Frisio que a los demás.

### Inglés antiguo

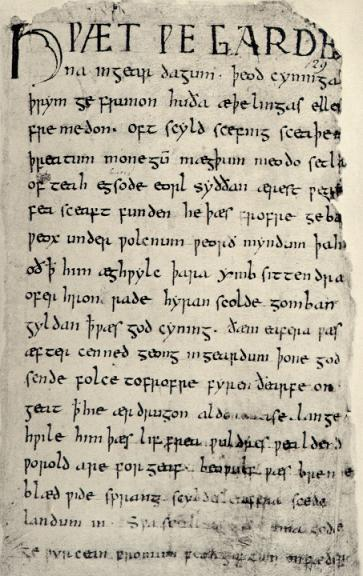
La primera página del manuscrito de Beowulf

La lengua germánica desplazó la lengua indígena britónica en lo que sería después Inglaterra. Las lenguas celtas originales permanecieron en partes de Escocia, Gales y Cornualles. Los dialectos hablados por los anglosajones forman el inglés antiguo (también llamado anglosajón). La obra literaria más famosa de este periodo es un fragmento del poema épico Beowulf que parece haber sido modificado sustancialmente posteriormente.
El inglés antiguo no sonaba como el inglés actual, del que difiere ampliamente en fonología y especialmente en gramática, por lo que el inglés antiguo es ininteligible para los hablantes modernos. La gramática incluía caso gramatical (nominativo, acusativo, genitivo, dativo e instrumental), tres géneros gramaticales (masculino, femenino y neutro) y tres números (singular, dual y plural). De igual manera cerca de un 50% de las palabras del inglés actual tienen raíces lingüísticas en el inglés antiguo. Las palabras be, strong, y water, por ejemplo deriva del inglés antiguo; y muchos dialectos no estándares como el inglés escocés y el northumbrio han mantenido muchas características del vocabulario y la pronunciación. El inglés antiguo fue hablado hasta finales del siglo XII o XIII.
Más tarde el inglés fue fuertemente influenciado por el germánico septentrional, en concreto el escandinavo o antiguo norse hablado por los Vikingos que invadieron y se establecieron principalmente en el nordeste de Inglaterra. Las raíces de estos dialectos eran similares al inglés antiguo pero la gramática era diferente.
El contacto entre el inglés antiguo y el antiguo norse produjo principalmente una simplificación morfológica del inglés antiguo incluyendo la pérdida del género gramatical y los casos lingüísticos explícitos (con la notable excepción de los pronombres). Entre las palabras originarias del antiguo escandinavio (antiguo norse) están anger, bag, both, hit, law, leg, same, skill, sky, take y otros nombres, posiblemente hasta el pronombre they.
Con la introducción del cristianismo se añadieron palabras latinas y algunas griegas. El periodo del inglés antiguo formalmente acabó poco después de la conquista normanda, cuando la lengua fue influida en gran manera por el antiguo normando que hablaban los Normandos. El uso del término "Anglosajón" para describir la mezcla de lenguas y culturas es de formación relativamente moderna. Según Louis Fundis,, "La primera cita referida a la lengua vino de la época de Isabel I de Inglaterra, de un historiador llamado Candem".

### Inglés medio
300 años después de la conquista normanda, los reyes normandos y su corte hablaban sólo la lengua románica de oïl que en Inglaterra se llamaba "Old Normand" mientras que la gente del pueblo continuaba hablando inglés. El inglés medio fue fuertemente influido por el anglonormando como más tarde por el anglofrancés. Incluso con el declive de la lengua normanda el francés tuvo el estatus de lengua de prestigio y (junto con el normando) tuvo gran influencia que aún se puede ver hoy con gran cantidad de palabras de origen francés. La tendencia de mayor formalidad cuando se usan palabras de origen normando continua en la actualidad, así la mayoría de los anglófonos actuales consideran que decir "a cordial reception" (del francés) es más formal que "a hearty welcome" (del germánico). Otro ejemplo es la muy inusual construcción de animales y su carne comestible, por ejemplo, beef (del normando bœuf) y porc (del francés) siendo las palabras germánicas correspondientes cow y pig.
La mayoría de la literatura de este período se hizo en antiguo norse o en latín. Un gran número de palabras entraron en el inglés antiguo muchas de ellas con doble forma latina y germánica. La influencia normanda produjo lo que hoy se conoce como inglés medio. También hubo influencia celta en el inglés con la introducción del aspecto continuo, una característica que se encuentra en muchas lenguas pero muy pronto desarrollada en el inglés. La pronunciación se vio afectada por el normando con los sonidos /θ/ y /ð/ transcritos como th.
El escritor más famoso en inglés medio es Geoffrey Chaucer y sus Canterbury Tales. Las Provisions of Oxford, hechas en 1258, fueron el primer documento gubernamental publicado desde la conquista normanda. Eduardo III fue el primer rey en dirigirse en inglés al parlamento inglés en 1362. Hacia finales del siglo incluso la corte real se había pasado al inglés y el anglonormando quedó reducido a pequeños círculos pero ya no era una lengua viva.

### Inglés moderno temprano
Con el inglés moderno temprano se cree que hubo una evolución vocálica del inglés (Great Vowel Shift), cosa que pasó principalmente en el siglo XV. El inglés fue estandarizado a partir del dialecto de Londres y se extendió por el gobierno y la administración así como por los efectos de la imprenta. Hacia la época de William Shakespeare (mediados del siglo XVI), la lengua ya se reconoce como inglés moderno. En 1604 se publicó el primer diccionario en inglés (Table Alphabeticall).
El inglés continuó adoptando palabras extranjeras, especialmente del latín y del griego desde el Renacimiento (en el siglo XVII las palabras latinas eran usadas a menudo con la declinación original pero esta práctica acabó desapareciendo).

### Inglés moderno
En 1755, Samuel Johnson publicó el primer diccionario de inglés (A Dictionary of the English Language). La principal diferencia entre el inglés moderno temprano y el inglés moderno tardío es de vocabulario. El inglés moderno tardío tiene más palabras surgidas de dos factores: la Revolución Industrial y la tecnología y el Imperio Británico, que cubriría una cuarta parte del mundo con lo cual el inglés adoptará muchas palabras de muchos países.

## Las influencias del inglés

### Historia externa
El inglés moderno ,proviene de una lengua germánica que llegó a Britania en el siglo V con las tribus anglosajonas. Los que ya vivían allí hablaban lenguas celtas pero es esta lengua germánica que se impuso en muchos de ellos la que se convertiría en la base del inglés que se conoce hoy. Esta invasión anglosajona coincidió con la caída del Imperio romano en Britania. Los romanos estuvieron en Britania durante 400 años pero no hay evidencias del desarrolló de una lengua romance inglesa; si bien esto pudo ser debido a que las lenguas romances se han desarrollado más en zonas del imperio que recibieron invasiones germanas. En el año 793 d. C. ocurrió la invasión de los vikingos y la posterior división del territorio en dos: Danelaw de los Daneses (vikingos) en el noreste y West Saxon de los Anglosajones en el sudoeste. En la parte sureña existía ya una viva tradición escrita que se atestigua en documentos como la Crónica anglosajona. Esta lengua, que es mayormente el dialecto de Wessex, es lo que se conoce hoy como inglés antiguo o anglosajón. No obstante, este idioma no se convertiría en algo fácilmente reconocible como inglés hasta después de la conquista por los Normandos.
En el 1066 llegaron los Normandos y en la Batalla de Hastings vencieron al ejército del rey Harold II de West Saxon. Guillermo el Conquistador se instaló como rey y los Normandos comenzaron a gobernar el país. Guillermo introdujo el sistema feudal en Inglaterra y a partir de la conquista, los franceses fueron la élite feudal y los ingleses servían de siervos. En 1154, Enrique II subió al trono y trajo consigo influencias de Francia en vez de Normandía. Los reyes franceses de Inglaterra perdieron sus territorios normandos en 1204 bajo el rey Juan I pero no fue hasta el reino de Enrique IV en 1399 cuando los Ingleses volvieron a tener un monarca que hablaba inglés como lengua materna.

### Coexistencia de las lenguas
A partir del año 1066 el inglés antiguo dejó de ser el idioma del gobierno y de las escuelas y fue reemplazado primero por el francés normando y luego por el francés parisino. Durante unos 300 años el francés fue la lengua de prestigio y el inglés fue la lengua de los siervos. A esta mezcla le podemos añadir también el latín, que servía de lengua eclesiástica. Casi no existen documentos escritos en inglés de los siglos después de la conquista y cuando la lengua salió de esta etapa oscura a mediados del siglo XIV mostraba ya unos grandes cambios y muchas influencias de sus conquistadores.

### Cambios lingüísticos
Inglaterra tuvo líderes franceses durante 300 años, pero los Ingleses nunca se convirtieron en un pueblo franco-hablante. Existían matrimonios entre Ingleses y Franceses, se aprendía francés para tratar con el gobierno y las cortes, la lengua del poder y de las oportunidades era el francés pero nunca penetró como lengua única hasta los niveles bajos de la sociedad. A pesar de tener el poder y la tierra, el número de monolingües franceses que vivían en Inglaterra fue muy pequeño.
La lengua francesa pura fue realmente de la élite, no del pueblo, pero aun así dejó unas huellas enormes en el inglés que se situó en un estadio inicial de creolización.
El primer dialecto que tuvo contacto con el inglés antiguo fue el normando de Guillermo el Conquistador. Este dialecto ya tenía sus propias influencias germánicas y esto se nota al nivel fonológico de las palabras inglesas que se derivan del normando.
Después de Guillermo reinó Enrique II que venía de Francién, no de Normandía. Él y su esposa, Leonor de Aquitania, trajeron a Inglaterra el dialecto parisino y cultura y arte francesas, como poesía y trovadores.
A pesar del contacto prolongado entre el inglés y el francés, la influencia lingüística gálica se restringió principalmente al campo léxico. La etapa francesa coincidió con una etapa de grandes cambios sintácticos y morfológicos en el inglés, pero no fueron cambios que tuviesen sus raíces en ningún dialecto francés. Por ejemplo, siendo una lengua románica el francés utilizaba un sistema de tiempos verbales que fue sintético. Fue justo en este periodo entre el inglés antiguo y el inglés medio que el idioma perdió la mayoría de sus tiempos sintéticos y casos sustantivales y pasó a usar más tiempos perifrásticos. 
Este tipo de cambios es similar a los procesos de criollización de cualquier lengua no latina en francés: adquisición del vocabulario y simplificación de la gramática original.

#### Modismos
Una excepción interesante en cuanto a la falta de influencia francesa en la sintaxis inglesa es el mundo de los modismos. Hay una plenitud de expresiones que han sido apropiadas directamente del francés, pero hay otra clase de expresiones donde se han traducido las palabras y retenido la estructura francesa. Aquí se incluyen frases como :
how do you do? < comment allez-vous?,
to cry mercy < demander pardon,
if you please < s’il-vous-plaît,
to give leave < donner congé,
to fall ill < tomber malade y to do battle < faire bataille. Todos estos ejemplos vienen del estudio hecho por Dr. A. A. Prins sobre esta cuestión en los años 40.

### Conclusión
La conquista normanda borró hasta el 85% de las palabras anglosajonas del léxico inglés, sin embargo hoy en día 96 de las 100 palabras más comunes de la lengua son de origen anglosajón.
Cuando el inglés retomó su posición de lengua oficial de Inglaterra en el siglo XIV solo quedaban unas 4500 palabras del inglés antiguo, comparado con los 10 000 préstamos adoptados de los franceses. No obstante, estas 4500 palabras son las palabras fundamentales de la lengua. Son las palabras como :
child (niño),
fight (luchar),
love (amar),
sleep (dormir),
eat (comer),
live (vivir) y wife (esposa).
El léxico prestado del francés, pues, sirve de una capa que añade distinciones y refinamiento al idioma sin borrar su núcleo anglosajón. Esto ha dado al inglés diferencias matizadas entre sinónimos como wish y desire (deseo), start y commence (comenzar) y freedom y liberty (libertad).
Sigue siendo común que la palabra derivada del francés se considera más cultivada que la equivalente anglosajona y se sugiere que esta estratificación se debe a la situación de las lenguas bajo los normandos.

## Ejemplos textuales de inglés histórico

### Inglés antiguo
Líneas de Beowulf (1 a 11), texto datado en el 900 d. C.

| Hwæt! Wē Gār-Dena   | in geārdagumeasnn,   |
| þēodcyninga,        | þrym gefrūnon,       |
| hū ðā æþelingas     | ellen fremedon.      |
| Oft Scyld Scēfing   | sceaþena þrēatum,    |
| monegum mǣgþum,     | meodosetla oftēah,   |
| egsode eorlas.      | Syððan ǣrest wearð   |
| fēasceaft funden,   | hē þæs frōfre gebād, |
| wēox under wolcnum, | weorðmyndum þāh,     |
| oðþæt him ǣghwylc   | þāra ymbsittendra    |
| ofer hronrāde       | hȳran scolde,        |
| gomban gyldan.      | Þæt wæs gōd cyning!  |

El cual, traducido al inglés por Francis Gummere, significa:

Lo, praise of the prowess of people-kings

of spear-armed Danes, in days long sped,

we have heard, and what honor the athelings won!

Oft Scyld the Scefing from squadroned foes,

from many a tribe, the mead-bench tore,

awing the earls. Since erst he lay

friendless, a foundling, fate repaid him:

for he waxed under welkin, in wealth he throve,

till before him the folk, both far and near,

who house by the whale-path, heard his mandate,

gave him gifts: a good king he!

He aquí un ejemplo de texto «prosaico», el comienzo de The voyages of Ohthere and Wulfstan (‘Los viajes de Ohthere y Wulfstan’). El texto completo se puede encontrar ―en inglés antiguo― en The Voyages of Ohthere and Wulfstan, en Wikisource.

Ōhthere sǣde his hlāforde, Ælfrēde cyninge, ðæt hē ealra Norðmonna norþmest būde. Hē cwæð þæt hē būde on þǣm lande norþweardum wiþ þā Westsǣ. Hē sǣde þēah þæt þæt land sīe swīþe lang norþ þonan; ac hit is eal wēste, būton on fēawum stōwum styccemǣlum wīciað Finnas, on huntoðe on wintra, ond on sumera on fiscaþe be þǣre sǣ. Hē sǣde þæt hē æt sumum cirre wolde fandian hū longe þæt land norþryhte lǣge, oþþe hwæðer ǣnig mon be norðan þǣm wēstenne būde. Þā fōr hē norþryhte be þǣm lande: lēt him ealne weg þæt wēste land on ðæt stēorbord, ond þā wīdsǣ on ðæt bæcbord þrīe dagas. Þā wæs hē swā feor norþ swā þā hwælhuntan firrest faraþ. Þā fōr hē þā giet norþryhte swā feor swā hē meahte on þǣm ōþrum þrīm dagum gesiglau. Þā bēag þæt land, þǣr ēastryhte, oþþe sēo sǣ in on ðæt lond, hē nysse hwæðer, būton hē wisse ðæt hē ðǣr bād westanwindes ond hwōn norþan, ond siglde ðā ēast be lande swā swā hē meahte on fēower dagum gesiglan. Þā sceolde hē ðǣr bīdan ryhtnorþanwindes, for ðǣm þæt land bēag þǣr sūþryhte, oþþe sēo sǣ in on ðæt land, hē nysse hwæþer. Þā siglde hē þonan sūðryhte be lande swā swā hē meahte on fīf dagum gesiglan. Ðā læg þǣr ān micel ēa ūp on þæt land. Ðā cirdon hīe ūp in on ðā ēa for þǣm hīe ne dorston forþ bī þǣre ēa siglan for unfriþe; for þǣm ðæt land wæs eall gebūn on ōþre healfe þǣre ēas. Ne mētte hē ǣr nān gebūn land, siþþan hē from his āgnum hām fōr; ac him wæs ealne weg wēste land on þæt stēorbord, būtan fiscerum ond fugelerum ond huntum, ond þæt wǣron eall Finnas; ond him wæs āwīdsǣ on þæt bæcbord. Þā Boermas heafdon sīþe wel gebūd hira land: ac hīe ne dorston þǣr on cuman. Ac þāra Terfinna land wæs eal wēste, būton ðǣr huntan gewīcodon, oþþe fisceras, oþþe fugeleras.

Cuya traducción al inglés moderno es:

Ohthere said to his lord, King Alfred, that he of all Norsemen lived north-most. He quoth that he lived in the land northward along the North Sea. He said though that the land was very long from there, but it is all wasteland, except that in a few places here and there Finns [i.e. Sami] encamp, hunting in winter and in summer fishing by the sea. He said that at some time he wanted to find out how long the land lay northward or whether any man lived north of the wasteland. Then he traveled north by the land. All the way he kept the waste land on his starboard and the wide sea on his port three days. Then he was as far north as whale hunters furthest travel. Then he traveled still north as far as he might sail in another three days. Then the land bowed east (or the sea into the land — he did not know which). But he knew that he waited there for west winds (and somewhat north), and sailed east by the land so as he might sail in four days. Then he had to wait for due-north winds, because the land bowed south (or the sea into the land — he did not know which). Then he sailed from there south by the land so as he might sail in five days. Then a large river lay there up into the land. Then they turned up into the river, because they dared not sail forth past the river for hostility, because the land was all settled on the other side of the river. He had not encountered earlier any settled land since he travelled from his own home, but all the way waste land was on his starboard (except fishers, fowlers and hunters, who were all Finns). And the wide sea was always on his port. The Bjarmians have cultivated their land very well, but they did not dare go in there. But the Terfinn’s land was all waste except where hunters encamped, or fishers or fowlers.

### Inglés medio
De Los Cuentos de Canterbury de Geoffrey Chaucer, del siglo XIV.

Whan that Aprill, with his shoures soote

The droghte of March hath perced to the roote

And bathed every veyne in swich licour,

Of which vertu engendred is the flour;

Whan Zephirus eek with his sweete breeth

Inspired hath in every holt and heeth

The tendre croppes, and the yonge sonne

Hath in the Ram his halfe cours yronne,

And smale foweles maken melodye,

That slepen al the nyght with open eye

(So priketh hem Nature in hir corages);

Thanne longen folk to goon on pilgrimages

Glosario:
- soote: ‘dulce’ (en inglés moderno, sweet).
- swich licour: ‘tal líquido’ (such liquid).
- Zephirus: ‘céfiro’ o viento del oeste (Zephyrus).
- eek: ‘también’ (also; en neerlandés ook; en alemán auch).
- holt: ‘madera’ (wood, en alemán Holz).
- the Ram: ‘el Carnero’, el signo zodiacal Aries
- yronne: ‘corre’ (run).
- priketh hem Nature: ‘la naturaleza los alentó’ (Nature pricks them).
- hir corages: ‘sus corazones’ (their hearts).

Del Paraíso perdido (1667), de John Milton.

Of man's first disobedience, and the fruit

Of that forbidden tree, whose mortal taste

Brought death into the world, and all our woe,

With loss of Eden, till one greater Man

Restore us, and regain the blissful seat,

Sing, Heavenly Muse, that on the secret top

Of Oreb, or of Sinai, didst inspire

That shepherd, who first taught the chosen seed,

In the beginning how the Heavens and Earth

Rose out of chaos: or if Sion hill

Delight thee more, and Siloa's brook that flowed

Fast by the oracle of God, I thence

Invoke thy aid to my adventurous song,

That with no middle Flight intends to soar

Above the Aonian mount, whyle it pursues

Things unattempted yet in prose or rhyme.

Tomado de Oliver Twist (1838), obra de Charles Dickens.

The evening arrived; the boys took their places. The master, in his cook's uniform, stationed himself at the copper; his pauper assistants ranged themselves behind him; the gruel was served out; and a long grace was said over the short commons. The gruel disappeared; the boys whispered each other, and winked at Oliver; while his next neighbours nudged him. Child as he was, he was desperate with hunger, and reckless with misery. He rose from the table; and advancing to the master, basin and spoon in hand, said: somewhat alarmed at his own temerity:

'Please, sir, I want some more'.
The master was a fat, healthy man; but he turned very pale. He gazed in stupefied astonishment on the small rebel for some seconds, and then clung for support to the copper. The assistants were paralysed with wonder; the boys with fear. 'What!' said the master at length, in a faint voice.
'Please, sir', replied Oliver, 'I want some more'.
The master aimed a blow at Oliver's head with the ladle; pinioned him in his arm; and shrieked aloud for the beadle.

- Diferencias entre el inglés estadounidense y el inglés británico

1. 
2. 
3. 
4. 
5. 
6. 
7. 
8. 
9. 
10. 
11. 
12. 
13. 
14. 
15. 
16. 
17. 
18. 